# Le Clown (manhua)
Pour les articles homonymes, voir Le Clown (homonymie).
Le Clown (小丑, Xiao chou) est un manhua de Zhang Xiaoyu publié en français par Casterman, collection « Hua shu », en 2007.

## Histoire
Au début du XXe siècle, Beiluo est un saltimbanque qui vit de l'argent gagné grâce à des représentations en clown, accompagné de son seul ami, son chien Apollon. Il vit dans les souvenirs d'une enfance difficile. Un soir, il est volé par un vieillard qui vit dans la rue, Danpis, avec qui il va finalement se lier.

## Personnages
- Beiluo a vécu une enfance difficile, travaillant pour un homme brutal qui lui a appris le métier de clown. Sa mère, prostituée, disparait assez tôt de sa vie. Il a perdu un bras lorsqu'il était enfant, alors qu'il tentait de sauver son amie Lina attaquée par des chiens.

- Danpio est un vieillard sans abri. Il vole pour se nourrir et nourrir ceux avec qui il vit, des vieillards et des infirmes.

- Danna est une femme riche dont Beiluo est amoureux.

- Leibeiha est une jeune prostituée et la fille de Danpio. Elle est amoureuse de Beiluo.